# حاجبية نحلية
الحاجبية النحلية (باللاتينية: Ophrys apifera) نوع نباتي ينتمي إلى جنس الحاجبية من الفصيلة السحلبية.

## الموئل والانتشار
موطن هذا النوع بلاد الشام والمغرب العربي ومعظم مناطق أوروبا.

## مرادفات للاسم العلمي
- (باللاتينية: Arachnites apiferus (Huds.) Hoffm.)
- (باللاتينية: Ophrys albiflora Spruner ex Boiss.)
- (باللاتينية: Ophrys apifera var. almaracensis Pérez-Chisc., Durán Oliva & Gil Llano)
- (باللاتينية: Ophrys apifera f. almaracensis (Pérez-Chisc., Durán Oliva & Gil Llano) P.Delforge)
- (باللاتينية: Ophrys apifera var. aurita (Moggr.) Gremli)
- (باللاتينية: Ophrys apifera f. aurita (Moggr.) Soó)
- (باللاتينية: Ophrys apifera subsp. austriaca (Wiesb. ex Dichtl) K.Richt.)
- (باللاتينية: Ophrys apifera var. austriaca (Wiesb. ex Dichtl) Beck)
- (باللاتينية: Ophrys apifera var. basiliensis S.Schwegler & Matthies)
- (باللاتينية: Ophrys apifera f. basiliensis (S.Schwegler & Matthies) P.Delforge)
- (باللاتينية: Ophrys apifera var. belgarum Turner Ettl.)
- (باللاتينية: Ophrys apifera f. belgarum (Turner Ettl.) P.Delforge)
- (باللاتينية: Ophrys apifera var. bicolor E.Nelson)
- (باللاتينية: Ophrys apifera f. bicolor (E.Nelson) P.D.Sell)
- (باللاتينية: Ophrys apifera subsp. botteronii (Chodat) Hegi)
- (باللاتينية: Ophrys apifera var. botteronii (Chodat) Brand)
- (باللاتينية: Ophrys apifera f. botteronii (Chodat) P.D.Sell)
- (باللاتينية: Ophrys apifera var. brevilabellata Kreutz, R.Selig & Zelesny)
- (باللاتينية: Ophrys apifera f. brevilabellata (Kreutz, R.Selig & Zelesny) P.Delforge)
- (باللاتينية: Ophrys apifera var. chlorantha (Hegetschw.) Nyman)
- (باللاتينية: Ophrys apifera subsp. chlorantha (Hegetschw.) Arcang.)
- (باللاتينية: Ophrys apifera f. chodatii Wilczek)
- (باللاتينية: Ophrys apifera var. cordatitepala Chodat)
- (باللاتينية: Ophrys apifera var. curviflora A.Soulié)
- (باللاتينية: Ophrys apifera f. curviflora (A.Soulié) P.Delforge)
- (باللاتينية: Ophrys apifera var. filitepala Chodat)
- (باللاتينية: Ophrys apifera var. flavescens Rosbach)
- (باللاتينية: Ophrys apifera f. flavescens (Rosbach) P.D.Sell)
- (باللاتينية: Ophrys apifera var. friburgensis Freyhold)
- (باللاتينية: Ophrys apifera subsp. friburgensis (Freyhold) P.Fourn.)
- (باللاتينية: Ophrys apifera f. friburgensis (Freyhold) P.Delforge)
- (باللاتينية: Ophrys apifera var. fulvofusca M.P.Grasso & Scrugli)
- (باللاتينية: Ophrys apifera f. fulvofusca (M.P.Grasso & Scrugli) P.Delforge)
- (باللاتينية: Ophrys apifera var. immaculata Bréb.)
- (باللاتينية: Ophrys apifera subsp. jurana Ruppert)
- (باللاتينية: Ophrys apifera var. laetitiae Klaver)
- (باللاتينية: Ophrys apifera var. muteliae Mutel)
- (باللاتينية: Ophrys apifera subsp. muteliae (Mutel) K.Richt.)
- (باللاتينية: Ophrys apifera var. olimpiadae Ugr. ex E.G.Camus)
- (باللاتينية: Ophrys apifera var. patinata U.Grabner & Kreutz)
- (باللاتينية: Ophrys apifera f. pauciflora A.Terracc.)
- (باللاتينية: Ophrys apifera var. purpurea (Tausch) Nyman)
- (باللاتينية: Ophrys apifera subsp. purpurea (Tausch) K.Richt.)
- (باللاتينية: Ophrys apifera var. saraepontana (Ruppert) H.Baumgartner bis & Kreutz)
- (باللاتينية: Ophrys apifera var. speciosa Nyman)
- (باللاتينية: Ophrys apifera var. subterrostrunca Brot.)
- (باللاتينية: Ophrys apifera var. tilaventina Nonis & Liverani [Invalid])
- (باللاتينية: Ophrys apifera var. trollii (Hegetschw.) Rchb.f.)
- (باللاتينية: Ophrys apifera f. trollii (Hegetschw.) P.D.Sell)
- (باللاتينية: Ophrys apifera subsp. trollii (Hegetschw.) K.Richt.)
- (باللاتينية: Ophrys apifera subsp. trollii (Hegetschw.) O. Bolòs)
- (باللاتينية: Ophrys aquisgranensis Kaltenb.)
- (باللاتينية: Ophrys arachnites Mill.)
- (باللاتينية: Ophrys asilifera Vayr.)
- (باللاتينية: Ophrys austriaca Wiesb. ex Dichtl)
- (باللاتينية: Ophrys bicolor O.Nägeli [Illegitimate])
- (باللاتينية: Ophrys botteronii Chodat)
- (باللاتينية: Ophrys chlorantha Hegetschw.)
- (باللاتينية: Ophrys epeirophora Peter)
- (باللاتينية: Ophrys friburgensis (Freyhold) O.Nägeli)
- (باللاتينية: Ophrys holoserica (Burm.f.) Greuter)
- (باللاتينية: Ophrys immaculata (Bréb.) O.Nägeli)
- (باللاتينية: Ophrys integra Sacc.)
- (باللاتينية: Ophrys jurana (Ruppert) Neuberger)
- (باللاتينية: Ophrys mangini Tallon)
- (باللاتينية: Ophrys oestrifera M.Bieb.)
- (باللاتينية: Ophrys picta var. oestrifera (M.Bieb.) Bory & Chaub.)
- (باللاتينية: Ophrys purpurea Tausch)
- (باللاتينية: Ophrys ripaensis Porta)
- (باللاتينية: Ophrys rostrata Ten.)
- (باللاتينية: Ophrys saraepontana Ruppert)
- (باللاتينية: Ophrys scolopax subsp. oestrifera (M.Bieb.) Soó)
- (باللاتينية: Ophrys scolopax var. oestrifera (M.Bieb.) Rchb.f.)
- (باللاتينية: Ophrys trollii Hegetschw.)
- (باللاتينية: Orchis apifera (Huds.) Salisb.)
- (باللاتينية: Orchis holoserica Burm.f.)
- (باللاتينية: Orchis oestrifera (M.Bieb.) M.Bieb.)